# Fairy-Tales in Beat
Fairy-Tales in Beat je album zpěváka Josefa Plívy, které nazpíval s Orchestrem Václava Zahradníka. Jedná se o anglickou verzi alba Šípková Růženka skupiny Rebels, které byl Plíva členem. Album vyšlo v Supraphonu v roce 1970 na LP 1 13 0643.
V roce 2016 vyšla reedice alba na CD, doplněná dvěma bonusy - skladbami ze singlu Josefa Plívy Diamantový kočár / Modlitba za nemocné (Supraphon 0 43 0707, 1969).

## Seznam skladeb
| Strana A | Strana A                              | Strana A                                                     | Strana A |
| Pořadí   | Název                                 | Autor                                                        | Délka    |
| -------- | ------------------------------------- | ------------------------------------------------------------ | -------- |
| 1.       | Sleeping Beauty (Šípková Růženka)     | Václav Zahradník / Michael Prostějovský – Petr Záruba        | 3:16     |
| 2.       | Snowhite (Sněhurka)                   | Josef Plíva / Michael Prostějovský – Petr Záruba             | 3:47     |
| 3.       | Witch Baba Yaga (Perníková chaloupka) | Josef Plíva – Jiří Korn / Michael Prostějovský – Petr Záruba | 2:19     |
| 4.       | A Cup Full of Magic (Hrnečku, vař)    | Václav Zahradník / Michael Prostějovský – Petr Záruba        | 2:45     |
| 5.       | Stupid and Lazy John (Hloupej Honza)  | Václav Zahradník / Michael Prostějovský – Petr Záruba        | 3:47     |
| 6.       | A Magic Kiss (A zazvonil zvonec)      | Václav Zahradník / Michael Prostějovský – Petr Záruba        | 3:06     |

| Strana B | Strana B                                 | Strana B                                              | Strana B |
| Pořadí   | Název                                    | Autor                                                 | Délka    |
| -------- | ---------------------------------------- | ----------------------------------------------------- | -------- |
| 1.       | One Happy Land (Hvězda nad Betlémem)     | Václav Zahradník / Michael Prostějovský – Petr Záruba | 2:46     |
| 2.       | I Pray for the Ill (Modlitba za nemocné) | Václav Zahradník / Michael Prostějovský – Petr Záruba | 4:00     |
| 3.       | Cinderella (Diamantový kočár)            | Václav Zahradník / Michael Prostějovský – Petr Záruba | 3:57     |
| 4.       | The Final End (Definitivní konec)        | Václav Zahradník / Michael Prostějovský – Petr Záruba | 2:38     |
| 5.       | Mother Crow (Pět havranů)                | Václav Zahradník / Michael Prostějovský – Petr Záruba | 2:34     |
| 6.       | Children and Adults                      | Václav Zahradník / Petr Záruba                        | 2:18     |

| Bonusy na reedici na CD (2016) | Bonusy na reedici na CD (2016) | Bonusy na reedici na CD (2016)          | Bonusy na reedici na CD (2016) |
| Pořadí                         | Název                          | Autor                                   | Délka                          |
| ------------------------------ | ------------------------------ | --------------------------------------- | ------------------------------ |
| 1.                             | Diamantový kočár               | Václav Zahradník / Michael Prostějovský | 3:59                           |
| 2.                             | Modlitba za nemocné            | Václav Zahradník / Michael Prostějovský | 4:01                           |

## Obsazení
- Josef Plíva – zpěv
- Orchestr Václava Zahradníka
- Klavír, varhany, cembalo – Rudolf Rokl
- Pozoun, trubka – Jan Hynčica